# Order Korony Króla Zwonimira
Order Korony Króla Zwonimira (chorw. Red Krune Kralja Zvonimira) – chorwackie odznaczenie wojskowe z okresu II wojny światowej.
Order został ustanowiony 15 maja 1941 przez poglavnika Ante Pavelicia, przywódcę Niepodległego Państwa Chorwackiego (NDH). Upamiętniał króla chorwackiego Dymitra Zwonimira, panującego w latach 1075–1089.
Było to drugie pod względem ważności odznaczenie wojskowe w NDH, po Orderze Wojskowym Żelaznej Koniczyny. Przyznawano je żołnierzom i oficerom chorwackich sił zbrojnych oraz ich sojusznikom z państw osi.
Order miał 4 klasy (srebrną, brązową i żelazną) oraz mógł występować z gwiazdą, wieńcem dębowym lub mieczami dodanymi za nadzwyczajne osiągnięcia. W okresie późniejszym ustanowiono też Wielki Order Korony Króla Zvonimira. Odznaczenie miało kształt trójliścia w kolorze białym, ze złotymi końcówkami, złotymi chorwackimi plecionkami na liściach i złotą koroną pośrodku. Na rewersie znajdowały się daty "1076 i 1941" oraz napis "Bog i Hrvati" (Bóg i Chorwaci) w kolorze złotym.